# بيت الصريري (بني مطر)

تعديل مصدري - تعديل

بيت الصريري هي إحدى قرى عزلة بني قيس بمديرية بني مطر التابعة لمحافظة صنعاء، بلغ تعداد سكانها 157 نسمة حسب تعداد اليمن لعام 2004.